# Rose Girone
Rose Girone (Janov, Imperi Austrohongarès, 1912 — Nova York, 24 de febrer de 2025) va ser una dissenyadora tèxtil d'origen austrohongarès establerta als Estats Units, reconeguda com la supervivent més longeva de l'Holocaust jueu. Va mantenir una gran independència fins als 103 anys i defensava una actitud positiva davant la vida. Atribuïa la seva longevitat a viure amb propòsit, tenir fills meravellosos i menjar xocolata negra. Va morir a Nova York als 113 anys.
Va néixer en una família jueva i, el 1918, es va traslladar a Hamburg, on els seus pares regentaven una botiga de vestuari teatral. El 1938 es va casar amb Julius Mannheim i es van establir a Breslau. Durant la Nit dels Vidres Trencats, el seu marit va ser arrestat i enviat a Buchenwald, mentre que ella, embarassada de vuit mesos, es va salvar gràcies a un soldat nazi. L'any següent, amb l'ajuda d'un parent a Londres, va aconseguir un visat per a la Xina, fet que li va permetre obtenir la llibertat del seu marit mitjançant el pagament d'un rescat. A Shangai, sota ocupació japonesa, va ser confinada en un gueto, on va muntar un negoci tèxtil. El 1947, la família es va establir als Estats Units, on Girone va obrir la seva pròpia botiga de disseny tèxtil a Nova York. Es va divorciar de Mannheim i, el 1969, es va casar amb Jack Girone, amb qui va compartir la vida fins a la mort d'ell el 1990.